# Alfred Poell (Maler)

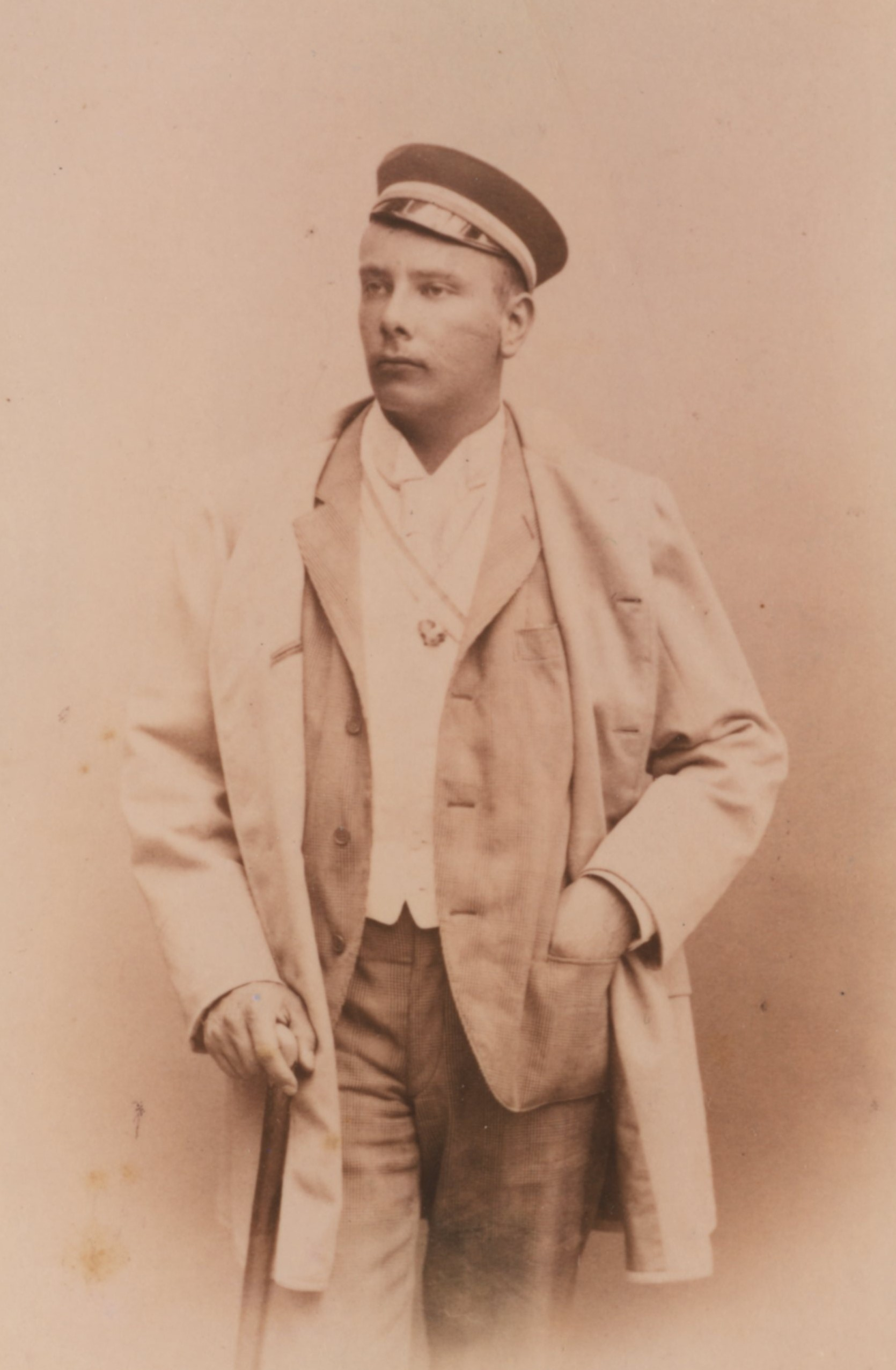
Alfred Poell

Alfred Poell (* 27. März 1867 in Oberndorf bei Salzburg; † 8. September 1929 in Gmunden) war ein österreichischer Frauenarzt und Maler.

## Leben

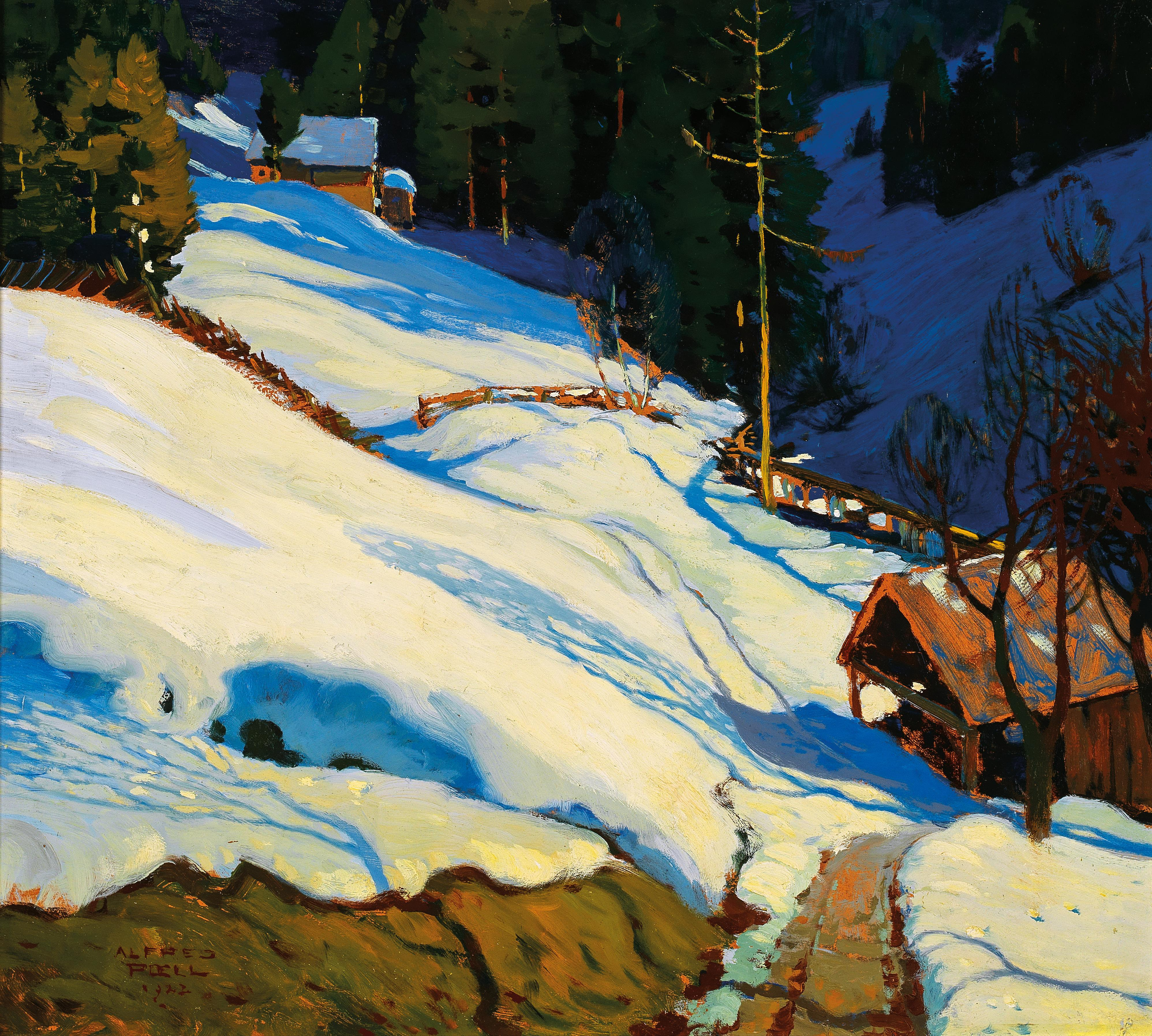
Alfred Poell: Winterlandschaft, 1922

Pölls Vater war der aus Südtirol stammende Landessanitätsinspektor Franz Poell. Nach der Matura studierte Pöll an der Universität Innsbruck Medizin. Er war seit 1886 Mitglied des Corps Gothia Innsbruck und wurde 1887 recipiert. 1888/89 studierte er ein Jahr an der Münchner Kunstakademie bei Wilhelm Velten, einem Pferde- und Soldatenmaler des Münchner Kreises. 1893 zum Dr. med. promoviert, ging Pöll an das Landeskrankenhaus Klagenfurt. In Klagenfurt lernte er seine Frau Helene kennen. Nachdem er Frauenarzt geworden war, ließ er sich 1899 in Linz nieder. Er starb mit 62 Jahren.
Als Künstler hinterließ er ein beachtliches Werk. Er war zunächst Mitglied des Oberösterreichischen Kunstvereins und 1913 Mitbegründer und Vorsitzender der Künstlervereinigung Der Ring sowie Mitbegründer und 1921 kurzzeitig Vorsitzender der MAERZ (Künstlervereinigung) in Linz. Ab 1913 Mitglied der Wiener Secession, war er auch international bekannt. 1917 stellte er in Linz dem Künstler Matthias May ein Atelier zur Verfügung. Pöll schuf großflächige Landschaften mit dekorativer Wirkung als Ausdruck sicherer Naturbeobachtung in kraftvollen Farben. Erst in seinen letzten Jahren entstanden auch Stillleben. Als Mitglied der Wiener Künstlervereinigung Secession stellte er ab 1912 dort regelmäßig aus. 1928 war er auf der Großen Kollektivausstellung im Volksgartensalon in Linz mit 136 Werken vertreten.
Der gleichnamige HNO-Arzt und Sänger Alfred Poell ist ein Sohn.

## Ehrungen
- Silberne Staatsmedaille (1908), anlässlich einer Ausstellung im Salzburger Künstlerhaus
- Silberne Staatsmedaille (1909), anlässlich einer Ausstellung in Klagenfurt
- Goldener Staatspreis (1925), anlässlich der 83. Ausstellung der Secession in Wien